# Mariano Ondo Monsuy
Mariano Ondo Monsuy Angong (Ayene, 29 de junio de 1996-Malabo, 14 de septiembre de 2022) fue un futbolista ecuatoguineano que jugaba como lateral derecho. Representó a Guinea Ecuatorial en categorías sub-23 y absoluta.
Jugó para Guinea Ecuatorial en siete ocasiones de 2017 a 2022, y también jugó con la selección preolímpica en una ocasión en 2018 pero sin anotar goles. Participó en el Campeonato Africano de Naciones de 2018.
Falleció a los 26 años el 14 de septiembre de 2022 en Malabo mientras entrenaba con la selección nacional para los partidos internacionales de septiembre.

## Clubes
| Periodo   | Club               |
| --------- | ------------------ |
| 2017      | Cano Sport Academy |
| 2018      | FK Shkupi          |
| 2019-2022 | Cano Sport Academy |
| 2022      | Rápido de Bouzas   |